# Nižná Olšava
Nižná Olšava é um município da Eslováquia, situado no distrito de Stropkov, na região de Prešov. Tem 11,4 km² de área e sua população em 2018 foi estimada em 429 habitantes.

## Demografia
| Ano:        | 1994 | 2004   | 2014   | 2024   |
| ----------- | ---- | ------ | ------ | ------ |
| Broj ljudi: | 387  | 397    | 429    | 431    |
| Razlika:    |      | +2,58% | +8,06% | +0,46% |

| Ano:               | 2023 | 2024   |
| ------------------ | ---- | ------ |
| Número de pessoas: | 425  | 431    |
| Diferença:         |      | +1,41% |